# Anna Mahler
Anna Mahler (Viena, 15 de juny de 1904 - Londres, 3 de juny de 1988) va ser una escultora austríaca. Era filla del compositor i director Gustav Mahler i la seva esposa, Alma Mahler-Werfel.

## Biografia
Anna Justine Mahler va néixer a Viena el 15 de juny de 1904. Era la filla de Gustav i Alma Mahler. Tenia el sobrenom de Gucki pels seus grans ulls blaus (Gucken és en alemany "entrellucar" o "mirar"). El matrimoni ja tenia una filla, nascuda dos anys abans, Maria (1902-1907). A l'estiu de 1907 Mahler, exhaust per les campanyes en contra seva a Viena, va traslladar la seva família a Maiernigg . Poc després de la seva arribada, les seves filles van emmalaltir d'escarlatina i diftèria. Anna es va recuperar però Maria, després de dues setmanes de lluita, va morir el 12 de juliol. (Alma culpava a Mahler d'haver "temptat el destí" a les seves Kindertotenlieder, les Cançons a la mort dels nens). El 1907 la família va fer el seu primer viatge a Nova York.
Durant el seu quart viatge a Nova York el 1911, el seu pare va emmalaltir greument. Convalescent, van tornar a Viena, via París i Alemanya. Quan Anna es va acostar al llit on estava prostrat el seu pare, aquest la va abraçar dient-li "Ets la meva petita nena, la meva noia" . Gustav Mahler va morir el 18 de maig quan Anna tenia només sis anys.
La seva mare, Alma Mahler-Werfel, en el moment de la mort de Gustav Mahler, va iniciar un romanç amb l'arquitecte Walter Gropius. Es van casar el 1916 i aquest mateix any va néixer una nena que es va dir Manon. Alma va començar una intensa activitat, amb estrets vincles amb nombrosos personatges de la cultura europea. El saló de la mare va ser un dels centres de la vida intel·lectual vienesa, freqüentat entre altres per Gerhart Hauptmann, Alexander von Zemlinsky, Alban Berg, Bruno Walter, Paul Kammerer i Willem Mengelberg. Anna s'entretenia pintant retrats dels visitants. Com la seva mare era vídua de Mahler i era festejada per molts, va adquirir cada vegada major reputació de dona fatal. Anna Mahler va ser testimoni de la inestable vida sentimental de la seva mare, després d'una difícil relació amb el pintor expressionista Oskar Kokoschka i un breu matrimoni amb Walter Gropius, va mantenir una relació llarga amb Franz Werfel. Oliver Hilmes, el biògraf d'Alma Mahler-Werfel, va fer l'afirmació que per a Anna Mahler va ser aclaparant l'atmosfera carregada de sexualitat, que li va portar a casar-se als 16 anys amb el músic director d'orquestra Rupert Koller, només per sortir d'aquell ambient. El matrimoni, celebrat el 2 de novembre de 1920, va fracassar després d'uns mesos.
Anna Mahler es va traslladar a Berlín i es va enamorar del compositor Ernst Krenek. A les seves memòries, Ernst va deixar una imatge crítica de la seva sogra Alma; estava en contra de l'atmosfera carregada de sexualitat a la casa de Mahler-Werfel: el sexe era el principal tema de conversa, sent analitzats sorollosament els hàbits sexuals d'amics i enemics. Del seu gendre Alma va dir: Anna Mahler està vivint amb un egocèntric, allí a Berlín. Ell és Ernst Krenek, un compositor molt premiat...  . Més tard Alma va demanar a Ernst Krenek produir una còpia neta de dos moviments de la inconclusa Simfonia número 10 de Mahler. La parella es va casar el 15 de gener de 1924, el matrimoni també va fracassar al cap d'un any i Anna va abandonar a Krenek el novembre de 1924. Durant el temps que va durar aquesta relació, Krenek va estar completant el seu concert per a Violí Núm. 1, Op. 29. La violinista australiana Alma Moodie va ajudar Krenek aportant assistència financera a través del seu mecenes suís Werner Reinhart (que va pressionar a Krenek i Mahler per al seu trasllat a Zúric) i, agraït, Krenek va dedicar el concert a Moodie, que va estrenar el 5 de gener de 1925, a Dessau. El divorci d'Anna Mahler i Krenek es va signar pocs dies després de l'estrena. Krenek no va assistir a l'estrena, però va tenir un idil·li amb Moodie que seria descrit com "de curta durada i complicat".
Va començar llavors la seva formació artística. Va viatjar a Roma, on va ser alumna de Giorgio de Chirico. També va passar un hivern a París dedicada a la pintura, però els seus esforços van ser erms al no trobar-se a gust amb l'ús del color, produint imatges més properes als relleus en dues dimensions que a les pintures.
Després d'haver estudiat escultura a Viena sota la tutela de Fritz Wotruba, Anna va poder establir-se allí com a escultora. També es va unir en un breu matrimoni amb Paul Zsolnay, l'editor del seu padrastre Franz Werfel, que havia presentat les cartes entre els seus pares Gustav i Alma. Aquest matrimoni va tenir una filla, Alma Zsolnay (1930–2010) que es va criar amb el seu pare.

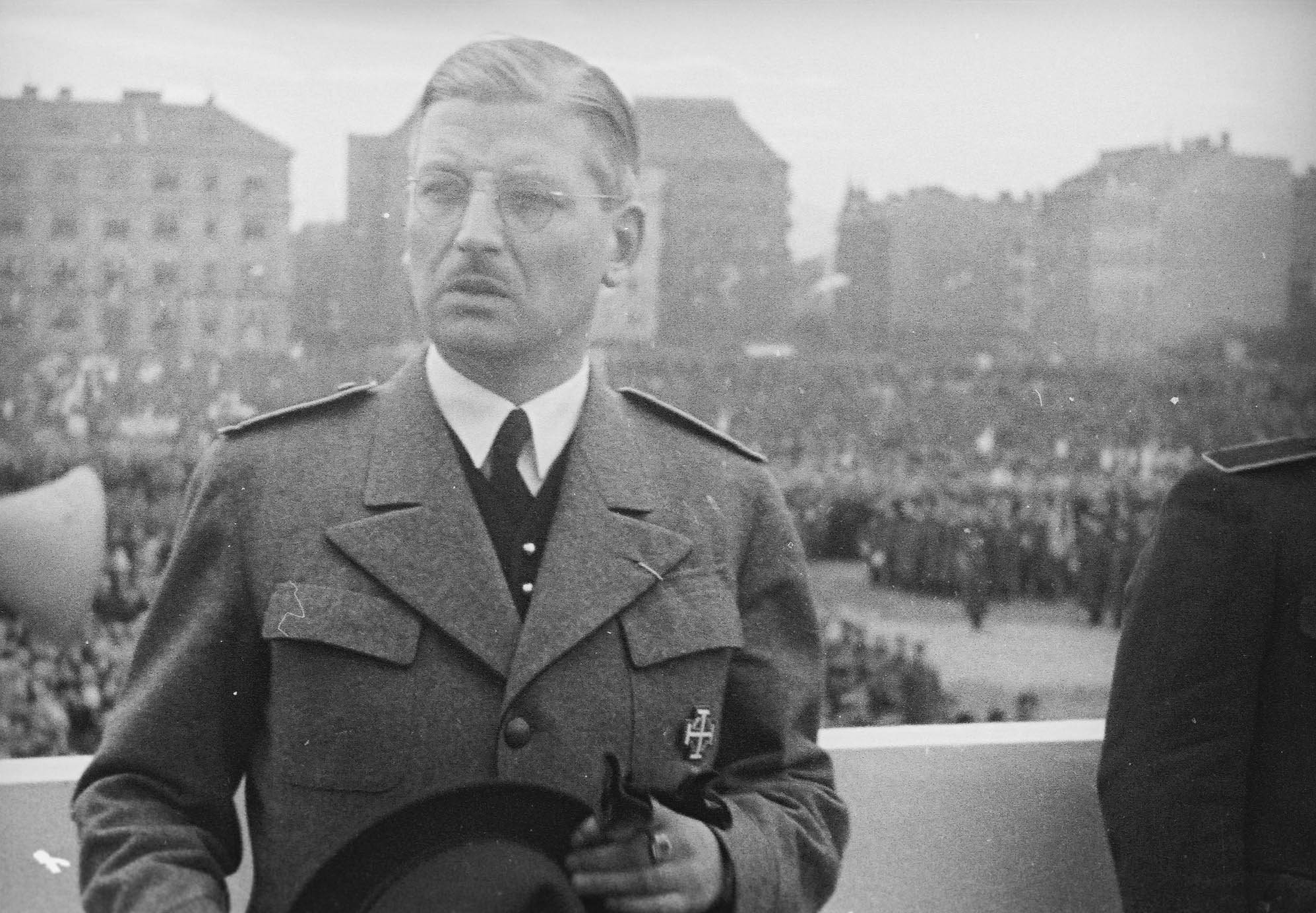
Kurt von Schuschnigg, canceller d'Àustria i amant d'Anna.

Com escriu Oliver Hilmes, durant la primera meitat dels anys trenta es va mantenir una història d'amor amb el polític austríac, ministre i des de 1934, canceller d'Àustria (en realitat dictador) i líder del Front Patriòtic, Kurt von Schuschnigg. Després de la mort de la seva esposa en un accident de trànsit entre Linz-Ebelsberg i Asten, el mateix Schuschnigg havia sobreviscut amb ferides lleus, però va trencar la relació amb Anna Mahler, perquè sentia la desgràcia com un càstig de Déu pel seu pecat.
A finals de l'any 1934 va emmalaltir a Venècia la seva germanastra Manon Gropius, Anna es va reunir amb la família per tenir cura d'ella.
Manon va morir a l'abril i el compositor Alban Berg li va dedicar el seu concert per a violí i orquestra A la memòria d'un àngel. Anna al seu torn va realitzar un retrat en bust del músic
El 1937, Anna Mahler va presentar la seva escultura dona nua a l'Exposició Internacional de París i va rebre el Gran Premi de l'exposició.
E 1938,després del tractat Berchtesgaden del 12 de febrer, va estar involucrada en les diferents reunions (entre 5 i 12) que buscaven un acord entre el govern del Front Patriòtic i els social demòcrates austríacs, per construir un nou front contra Hitler i els nazis.
Anna Mahler va fugir el 1939 perquè el seu pare era d'ascendència jueva, dels nazis a Londres. Allí va obrir un petit estudi d'escultura i va realitzar busts de Paul von Zsolnay i la seva filla Alma, Erich Kleiber, Oda Slobotskaja , Arnold Rose , John Murray i Arthur Bliss.
Es va casar amb el director d'orquestra Anatole Fistoulari, amb qui va tenir una altra filla a la que van posar el nom de Marina.
Després de la Segona Guerra Mundial, va viure a Los Angeles, Califòrnia, prop de la seva mare i el seu padrastre Franz Werfel.
Després de la mort de la seva mare el 1964 tenia els mitjans econòmics per establir-se a Spoleto. El 1970 es va casar amb Albrecht Joseph, secretari privat de Werfel.
El 1988 va morir a Londres, mentre visitava a la seva filla Marina Fistoulari.

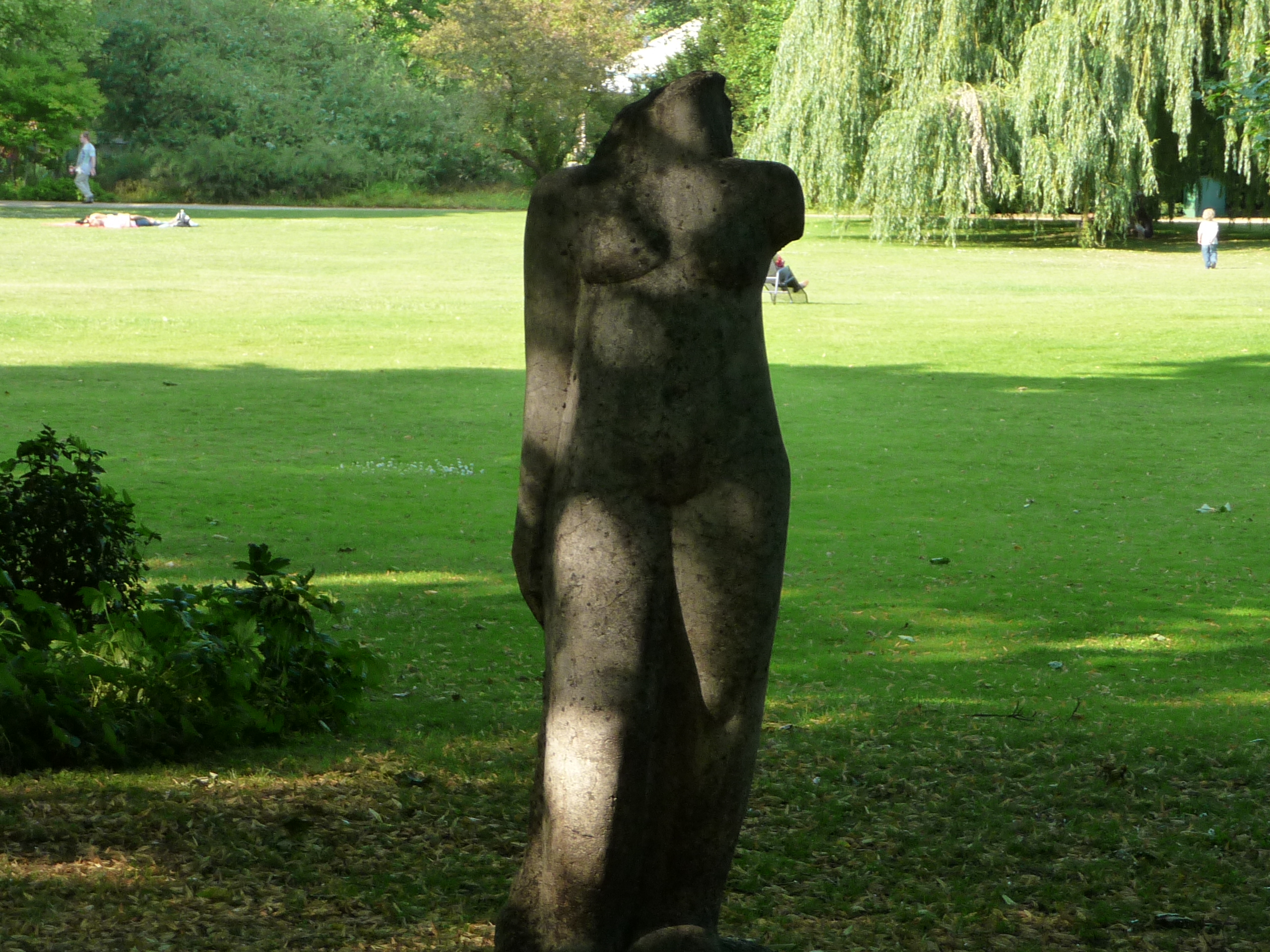
Tors, escultura a Luisenpark, Mannheim

Està enterrada al Cementiri de Highgate a Londres. La seva tomba està decorada amb una reproducció en bronze de la seva escultura titulada Visió de 1974.[nota 7]

## Obres
Entre les obres d'Anna Mahler s'inclouen les següents:
- Tors, al Luisenpark de Mannheim
- dona nua, presentada en l'Exposició Internacional de 1937 a París
- Visió, retrat de la seva filla Marina tapant-se el rostre amb les dues mans.

Així com va obtenir l'èxit esculpint en pedra, Anna Mahler va produir caps en bronze d'alguns dels més importants músics del segle xx, entre ells Arnold Schönberg, Alban Berg, Artur Schnabel, Otto Klemperer, Bruno Walter, Rudolf Serkin i Eileen Joyce.